# 日下佳祐
日下 佳祐（くさか けいすけ、1991年5月15日 - ）は、福島県南相馬市出身の元陸上競技選手である。長距離走を専門とした。
福島県立小高工業高等学校、東洋大学経済学部経済学科を卒業した。

## 経歴
- 第90回東京箱根間往復大学駅伝競走にて6区を担当。区間4位で走り後ろを行く西澤佳洋との差を広げ、東洋大学の復路新記録優勝、総合優勝へ貢献した。
- 大学卒業後は日立物流グループ陸上部に所属し競技を継続する。
- 2017年の全日本実業団対抗駅伝競走大会では、自身初のエース区間を任されるまで成長。しかし、9つ順位を下げる結果となった。同年9月には、大学時代の同級生でかつ、箱根駅伝優勝メンバーの主将であった設楽啓太がチームメイトになった。
- 2021年3月末をもって陸上競技選手を引退した。引退後は日立物流（現在のロジスティード）に残り、会社の仕事を続ける[3]。

## 駅伝戦績

### 大学駅伝戦績
| 学年               | 出雲駅伝                 | 全日本大学駅伝              | 箱根駅伝                    |
| ------------------ | ------------------------ | --------------------------- | --------------------------- |
| 1年生 （2010年度） | 第22回 不出場            | 第42回 不出場               | 第87回 不出場               |
| 2年生 （2011年度） | 第23回 － － － 出走なし | 第43回 － － － 出走なし    | 第88回 不出場               |
| 3年生 （2012年度） | 第24回 不出場            | 第44回 － － － 出走なし    | 第89回 － － － 出走なし    |
| 4年生 （2013年度） | 第25回 不出場            | 第45回 6区-区間2位 36分26秒 | 第90回 6区-区間4位 59分04秒 |

### 実業団駅伝戦績
| 年度                   | 大会                               | 所属     | 区間     | 区間順位 | 記録          | 総合順位     |
| ---------------------- | ---------------------------------- | -------- | -------- | -------- | ------------- | ------------ |
| 2014年度 （入社1年目） | 第55回東日本実業団対抗駅伝競走大会 | 日立物流 | 6区      | 区間7位  | 30分52秒      | 日立物流9位  |
| 2014年度 （入社1年目） | 第59回全日本実業団対抗駅伝競走大会 | 日立物流 | 3区      | 区間24位 | 39分58秒      | 日立物流19位 |
| 2015年度 （入社2年目） | 第56回東日本実業団対抗駅伝競走大会 | 日立物流 | 7区      | 区間7位  | 41分07秒      | 日立物流5位  |
| 2015年度 （入社2年目） | 第60回全日本実業団対抗駅伝競走大会 | 日立物流 | 7区      | 区間11位 | 47分51秒      | 日立物流9位  |
| 2016年度 （入社3年目） | 第57回東日本実業団対抗駅伝競走大会 | 日立物流 | 7区      | 区間6位  | 40分37秒      | 日立物流6位  |
| 2016年度 （入社3年目） | 第61回全日本実業団対抗駅伝競走大会 | 日立物流 | 4区      | 区間16位 | 1時間05分01秒 | 日立物流10位 |
| 2017年度 （入社4年目） | 第58回東日本実業団対抗駅伝競走大会 | 日立物流 | 出走なし | 出走なし | 出走なし      | 日立物流4位  |
| 2017年度 （入社4年目） | 第62回全日本実業団対抗駅伝競走大会 | 日立物流 | 4区      | 区間30位 | 1時間08分57秒 | 日立物流21位 |

## 自己ベスト
| 種目           | 記録          | 年             | 大会                     | 備考 |
| -------------- | ------------- | -------------- | ------------------------ | ---- |
| 5000m          | 13分56秒44    | 2017年4月23日  | 日体大長距離記録会       |      |
| 10000m         | 29分01秒05    | 2012年10月27日 | 平成国際大長距離記録会   |      |
| ハーフマラソン | 1時間03分44秒 | 2012年11月18日 | 上尾シティハーフマラソン |      |
| マラソン       | 2時間12分42秒 | 2017年2月5日   | 別府大分毎日マラソン     |      |